# 突眼棘八角魚
突眼棘八角魚，為輻鰭魚綱鮋形目杜父魚亞目八角魚科的其中一種，為溫帶海水魚，分布於西北太平洋日本本州北部海域，棲息在底層水域，生活習性不明。

## 扩展阅读
維基物種上的相關：突眼棘八角魚